# Chromis abrupta
Chromis abrupta är en fiskart som beskrevs av Randall 2001. Chromis abrupta ingår i släktet Chromis och familjen Pomacentridae. Inga underarter finns listade i Catalogue of Life.